# 相马胜
相马胜（日语：／，1956年4月—），笔名茅泽勤（日语：茅沢 勤），出生于日本青森县，毕业于东京外国语大学、乔治城大学、哈佛大学，曾在时事通讯社、产经新闻社工作，为日本中国问题专家。

## 生平
1957年，相马出生在青森县，后在东京外国语大学外国语学部中国语学科毕业。大学毕业后，在时事通信社、产业经济新闻社工作。后来，相马到中国北京语言学院留学。回国后，在日中关系商社担任勤务。之后远赴中国大陆、香港、台湾实地取材，观察当地社会。之后，相马到美国乔治城大学、哈佛大学读书升造。

## 著书

### 独著
- 『习近平的政体』 小学馆 2010年
- 『中国「秘密结社」共产党政权倒日』 讲谈社 2008年
- 『恶的三国志―スターリン・毛泽东・金日成』 讲谈社 2004年

### 译著
- 『私は外务省の佣われスパイだった』 小学馆 2008年